# Aeneas Williams
Aeneas Demetrius Williams (* 29. Januar 1968 in New Orleans, Louisiana) ist ein ehemaliger US-amerikanischer American-Football-Spieler auf der Position des Cornerbacks. Williams spielte 14 Jahre in der National Football League (NFL), davon zehn Jahre für die Phoenix/Arizona Cardinals. Weitere vier Jahre spielte er für die St. Louis Rams, wo er in den letzten beiden Saisons als Safety eingesetzt wurde. Williams wurde 2014 in die Pro Football Hall of Fame aufgenommen.

## Jugend
Aeneas [əˈniːəs] Williams wurde am 29. Januar 1968 als einer von drei Söhnen von Lawrence und Lillian Williams in New Orleans, Louisiana geboren.
Er besuchte die Alcee Fortier High School, wo er mit den späteren NFL-Spielern (ebenfalls Cornerbacks), Kevin Lewis und Maurice Hurst, zusammenspielte. Für seinen Vater, der als einziger von neun Geschwistern ein College besuchte und abschloss, war die Schulbildung der Kinder wichtig und der Besuch des Colleges nach der Highschool eine Selbstverständlichkeit.

## College
Nach der Highschool bot ihm ausschließlich die Dartmouth einen Platz in ihrem Footballteam an und boten ihm zusätzlich ein akademisches Stipendium an, welches er jedoch ablehnte. Stattdessen trat er wie sein Bruder Achilles in die Fußstapfen seines Vaters und ging an die Southern University, wo er erst in seinem Junior-Jahr begann College Football zu spielen. Als Walk-on schaffte er es bereits nach fünf Spielen einen Platz als Starter in der Defense zu erhalten. Anfangs hatte er jedoch keine feste Position und spielte neben Cornerback und Safety auch als Linebacker. In dieser Saison führte er die Southwestern Athletic Conference mit sieben Interceptions an. In seinem letzten Jahr am College erzielte er mit elf Interceptions die meisten in der NCAA Division I-AA und verbesserte seine Zeit im 40-Yard-Sprint von über 4,6 auf 4,28 Sekunden. Williams wurde zudem zum All-American gewählt.

## NFL

### Phoenix / Arizona Cardinals
Nach den zwei erfolgreichen Jahren im College Football wurde Williams im NFL Draft 1991 von den Phoenix Cardinals in der dritten Runde als 59. Spieler ausgewählt. Bereits in seinem ersten Spiel erzielte er eine Interception und wehrte vier weitere Pässe ab. Am Ende seiner Rookie-Saison führte er die National Football Conference (NFC) mit sechs Interceptions an. 1994 führte er, für die inzwischen in „Arizona Cardinals“ umbenannten Cardinals, die NFL mit neun Interceptions an.
Nach der Saison 1998 führte er die Cardinals, mit zwei Interceptions gegen Quarterback Troy Aikman, zu einem 20:7-Sieg über die Dallas Cowboys und zum ersten Play-off-Sieg der Cardinals seit ihrer Meisterschaft 1947. Im Spiel hatte er die Aufgabe den besten Wide Receiver der Cowboys, Michael Irvin, zu decken, was er anlässlich seiner Aufnahme in die Pro Football Hall of Fame mit den Worten „If (Irvin) went to the restroom, I had to flush it.“ (Wenn er zur Toilette ging, musste ich die Spülung betätigen) kommentierte.
Im dritten Spiel der Regular Season 1999 verletzte Williams bei einem Sack nach einem Blitz und einem verfehlten Block von Runningback Lawrence Phillips, den Quarterback der San Francisco 49ers, Steve Young, im Monday Night Football so schwer, dass dieser erst minutenlang bewusstlos auf dem Feld lag und aufgrund der Folgen der Gehirnerschütterung seine Karriere nach der Saison beendete.
In seinen zehn Jahren bei den Cardinals wurde Williams sechs Mal in den Pro Bowl berufen, erzielte 46 Interceptions und neun Touchdowns. Sechs seiner Touchdowns erzielte er nach Interceptions, zwei nach eroberten Fumbles und einen nach einem geblockten Field Goal.

### St. Louis Rams
Nach der Saison 2000 wurde Williams zu den St. Louis Rams getauscht. Die Cardinals erhielten die Draftrechte der Rams in der zweiten und vierten Runde des NFL Drafts 2001. Mit diesen Rechten wählten die Cardinals Defensive Back Michael Stone (als 54. Spieler im Draft) und Defensive Tackle Marcus Bell (als 123. Spieler im Draft) aus, die zusammen nur 24 Spiele in der NFL von Beginn an bestritten (Williams bestritt 48 in seiner Zeit für die Rams) und 2006 bereits nicht mehr in der Liga spielten.
Nach seiner ersten Saison in St. Louis erzielte Williams einen NFL-Rekord, als er zwei Touchdowns aus Interceptions, beide geworfen von Brett Favre, in einem Play-off-Spiel gegen die Green Bay Packers erzielte. Eine Woche danach fing er im NFC Championship Game einen Pass von Donovan McNabb eine Minute und 47 Sekunden vor Spielende ab und verhalf den Rams mit dem 29:24-Sieg zum Einzug in den Super Bowl XXXVI. Im Super Bowl in seiner Heimatstadt New Orleans unterlagen die Rams mit 17:20 den New England Patriots, die mit ihrem Quarterback, Tom Brady und Head Coach Bill Belichick ihren ersten Super Bowl gewannen. Belichick sagte später, dass er Brady vor dem Spiel anwies keinen Pass auf Williams Seite zu werfen.
Seit seiner dritten Saison bei den Rams wurde Williams als Safety eingesetzt und wurde auch noch einmal als Safety in den Pro Bowl gewählt (2003). In seinen vier Jahren bei den Rams erzielte er neun Interceptions für 154 Yards Raumgewinn und vier Touchdowns.

### Erfolge
Aeneas Williams erzielte in seinen vierzehn Jahren in der NFL 789 Tackles, drei Sacks, 13 Touchdowns und 55 Interceptions für 807 Yards Raumgewinn. Er erzielte neun seiner 13 Touchdowns nach Interceptions, drei nach eroberten Fumbles und einen nach einem geblockten Field Goal.
Williams wurde acht Mal in den Pro Bowl gewählt – sieben Mal als Cornerback und einmal als Safety. Er ist Mitglied im NFL 1990s All-Decade Team wurde 1999 mit dem Bart Starr Award ausgezeichnet und 2014 in die Pro Football Hall of Fame aufgenommen.

## Privat
Aeneas Williams ist verheiratet und hat vier Kinder. Er lebt mit seiner Familie in einem Vorort von St. Louis. Dort hat Williams nach seiner Footballkarriere eine Kirche in Ferguson gegründet und arbeitet als ihr Pastor.

## Nach der aktiven Karriere
Williams wurde während der Football-Saison 2008–2009 in die Ruhmeshalle der Arizona Cardinals aufgenommen, und zwar während der Halbzeitpause des Monday Night Football-Spiels gegen die San Francisco 49ers am 10. November 2008. Am 18. Januar 2009 wurde er ausgewählt, um den George Halas Trophy den Arizona Cardinals zu überreichen, nach ihrem Sieg im NFC Championship-Spiel, was zu der ersten Super-Bowl-Teilnahme der Cardinals führte. Sein letzter Auftritt in einem Football-Videospiel war in NFL Street 2, das 2004 veröffentlicht wurde.
Williams ist derzeit der Gründungspastor der Spirit Church in St. Ann, einem Vorort von St. Louis. Er und seine Frau Tracy haben drei Töchter namens Saenea (rückwärts geschrieben Aeneas), Tirzah, Cheyenne, und einen Sohn, Lazarus.
Williams war Finalist für die Pro Football Hall of Fame-Klassen von 2012 und 2013, wurde jedoch beide Male nicht in die endgültige Abstimmung gewählt. Er wurde am 1. Februar 2014 in die Pro Football Hall of Fame gewählt und am 2. August eingeführt.
Am 24. September 2014 wurde Williams in die St. Louis Sports Hall of Fame aufgenommen.